# Tiszanagyfalu
Tiszanagyfalu  ist eine ungarische Gemeinde im Kreis Nyíregyháza im Komitat Szabolcs-Szatmár-Bereg. Zur Gemeinde gehört der sechs Kilometer südöstlich gelegene Ortsteil Virányos.

## Geografische Lage
Tiszanagyfalu liegt im Nordosten Ungarns, am linken Ufer des Flusses Theiß, 24 Kilometer nordwestlich der Kreisstadt Nyíregyháza, drei Kilometer südlich von Rakamaz und sechs Kilometer südöstlich von Tokaj. Westlich des Ortes liegen zwei Seen (Nagy-Morotva-tó und Kis-Morotva-tó), die durch einen toten Arm der Theiß entstanden sind. Die Nachbargemeinde Tiszaeszlár befindet sich sieben Kilometer südlich.

## Geschichte
Im Jahr 1913 gab es in der damaligen Großgemeinde 232 Häuser und 1816 Einwohner auf einer Fläche von 4735 Katastraljochen. Sie gehörte zu dieser Zeit zum Bezirk Dada felső im Komitat Szabolcs.

## Sehenswürdigkeiten
- Griechisch-katholische Kapelle Istenszülő oltalma
- Reformierte Kirche, erbaut 1789
- Römisch-katholische Kirche Szent László király
- Römisch-katholische Kirche Szentlélek im Ortsteil Virányos
- Tor der Erinnerung (Emlékezés kapuja) zum Gedenken der Opfer des Zweiten Weltkriegs, erschaffen von László Nagy

## Verkehr
Durch Tiszanagyfalu verläuft die Landstraße Nr. 3633. Es bestehen Busverbindungen nach Virányos, nach Rakamaz sowie über Tiszaeszlár nach Tiszalök. Der nächstgelegene Bahnhof befindet sich in Rakamaz an der Bahnstrecke Debrecen–Miskolc. Im Ortsteil Virányos gibt es an selbiger Bahnstrecke außerdem einen Haltepunkt, bei dem Zugverbindungen nach Nyíregyháza sowie über Szerencs nach Miskolc bestehen.